# Museu das Culturas Dom Bosco
Museu das Culturas Dom Bosco é um museu brasileiro, idealizado pela Inspetoria Salesiana de Mato Grosso localizado em Campo Grande, no Mato Grosso do Sul(MS). Mais conhecido como Museu do Índio, foi criado em 1950 e inaugurado em 27 de outubro 1951 por padres salesianos. O museu é conhecido mundialmente pelo rigor científico de seu considerável acervo. Localiza-se no Parque das Nações Indígenas e ele visa desenvolvimento, educação, lazer para adultos e crianças.
Na sua existência o museu formou um rico e variado acervo devido ao trabalho e dedicacao dos seguintes salesianos: Félix Zavataro, Cesar Albisetti, Angelo Jaime Venturelli, João Falco e recentemente Emilia Kashimoto na área de arqueologia, Aivone Carvalho na área de etnologia e Liane Calarge na área de paleontologia.

## Infra-estrutura
O prédio dispõe de recepção, um auditório para 130 pessoas e espaço para exposições temáticas. Dispõe ainda de rampas de acessso para deficientes físicos e idosos, o que é um diferencial.

## Coleções
Abriga hoje uma coleção das mais significativas, elaboradas pelo taxidermista Giovani Magnin, durante as suas viagens feitas ao pantanal e demais regiões. Possui 40.000 peças divididas entre diferentes áreas como mineralogia, paleontologia, etnografia, arqueologia e zoologia e mais de 5.000 peças indígenas de várias culturas como Xavantes, Bororos e outros, além de centenas de aves e mamíferos do Pantanal embalsamados, milhares de conchas e borboletas de vários continentes, além de uma enorme coleção de minerais e insetos.
Outras coleções
- Etnológica
- Zoológica
- Paleontológica
- Arqueológica
- Mineralógica